# Głos rozsądku
Głos rozsądku – opowiadanie Andrzeja Sapkowskiego ze zbioru Ostatnie życzenie. Jest ono utworem centralnym całego zbioru. Jego fragmenty przeplatają się z innymi opowiadaniami książki. Fabuła została wykorzystana przez Michała Szczerbica w scenariuszu 9. odcinka serialu wyreżyserowanego przez Marka Brodzkiego. Geralta zagrał Michał Żebrowski, Nenneke Anna Dymna, Iolę Maria Peszek, Falwicka Maciej Kozłowski.

## Bohaterowie
- Geralt z Rivii – wiedźmin z cechu wilka.
- Nenneke – arcykapłanka świątyni Melitele, przyjaciółka Geralta.
- Iola – kapłanka świątyni Melitele, która złożyła śluby milczenia.
- Jaskier – bard, zakochany w piwie i pięknych kobietach, bawidamek, przyjaciel Geralta.
- Falwick – hrabia, przywódca Zakonu Białej Róży.
- Tailles – młody rycerz z Zakonu Białej Róży.
- Dennis Cranmer – krasnolud, kapitan gwardii księcia Herewarda.

## Treść

### Głos rozsądku 1
Główny bohater, nieznany jeszcze czytelnikowi z imienia i pochodzenia, ma niezwykłe przeżycie. Odwiedza go młoda kapłanka. Rozpoczyna się opowiadanie Wiedźmin, gdzie ujawniona zostaje tożsamość głównego bohatera.

### Głos rozsądku 2
Geralt kuruje swoje rany w świątyni bogini Wielkiej Melitele. Leczą go arcykapłanka Matka Nenneke i kapłanka Iola. Dzięki ich pomocy Geralt zaczyna powoli wracać do zdrowia. Nenneke wyjaśnia mu, że jego rany są wyjątkowo groźne i trzeba będzie paru miesięcy, by się całkowicie zagoiły. Opowiada mu również o Ioli. Geralt chciałby z nią porozmawiać, lecz arcykapłanka wyjaśnia mu, że to bezcelowe, Iola bowiem składała śluby milczenia. Rozpoczyna się opowiadanie Ziarno prawdy.

### Głos rozsądku 3
Do świątyni przybywają dwaj rycerze Zakonu Białej Róży, hrabia Falwick i świeżo pasowany rycerz, Tailles. Są oni (zresztą tak samo jak wielu rycerzy zakonu) wasalami księcia Herewarda, władcy Ellander, gdzie znajduje się świątynia. Oznajmiają, że księciu nie podoba się obecność wiedźmina w świątyni i nakazują mu odejść. Nenneke słusznie domyśla się, iż rozkaz ten wydał nie książę, lecz sami zakonnicy. Oświadcza, że Geralt jest zaliczany do przyjaciół świątyni i wyjedzie stąd dopiero wtedy, gdy sam będzie chciał. Wiedźmin nie chcąc wywoływać konfliktu oznajmia, że wyjedzie za parę dni, gdy się całkowicie wykuruje. Falwick się zgadza, lecz Tailles chce wyrzucić Geralta natychmiast. Obraża również Nenneke, co z kolei denerwuje Geralta. Wykpiwa on Taillesa, a ten z wściekłości wyzywa go na pojedynek. Arcykapłanka oświadcza jednak, że na terenie świątyni nie wolno przelewać krwi i wyrzuca nieproszonych gości. Rozpoczyna się opowiadanie Mniejsze zło, gdzie zostaje wyjaśnione pochodzenie przydomka Geralta „rzeźnik z Blaviken”.

### Głos rozsądku 4
Geralt rozmawia z Iolą. Zgodnie ze ślubami nie odzywa się do niego, jednak sama jej obecność jest dla wiedźmina kojąca. Geralt opowiada jej o sobie. Mówi o swoim tak naprawdę nieistniejącym kodeksie, który zabrania wiedźminom mieszać się w sprawy ludzi, a tymczasem Geralt mieszał się w sprawy ludzi i to dość często, z rozmaitymi skutkami. Mówi jej też o wiedźminie Vesemirze, który był dla niego jak ojciec. Wspomina swoją przygodę w Cintrze. Rozpoczyna się opowiadanie Kwestia ceny, gdzie poznajemy przygodę Geralta w Cintrze i jak się zakończyło jego mieszanie w sprawy ludzi.

### Głos rozsądku 5
Geralta odwiedza w świątyni jego przyjaciel, bard Jaskier, jak zwykle wesoły i beztroski. Razem rozmawiają na różne tematy i wspominają swoją pierwszą wspólną przygodę oraz to, jak się poznali. Otóż kiedyś Jaskier uwiódł młodą dziewczynę. Miała ona jednak czterech rosłych braci, którzy obiecali zająć się nim jak należy. Z opresji wyratował go Geralt i odtąd trubadur stał się jego przyjacielem. Rozpoczyna się opowiadanie Kraniec świata, gdzie poznajemy pierwszą wspólną przygodę Geralta i Jaskra.

### Głos rozsądku 6
Geralt rozmawia z Matką Nenneke. Oznajmia mu ona, że jego ukochana, czarodziejka Yennefer, była w świątyni przed dwoma miesiącami. Odbyły sobie na jego temat długą rozmowę. Nenneke swoim „głosem rozsądku” próbuje przekonać Geralta, iż czarodziejka traktuje go jak zabawkę i nie bierze jego uczuć poważnie. Wiedźmin nie przyjmuje jednak tego do wiadomości. Wreszcie, na pytanie Nenneke, jak w ogóle poznał Yennefer, opowiada jej całą historię. Rozpoczyna się opowiadanie Ostatnie życzenie, wyjaśniające okoliczności, w jakich Geralt i Jaskier poznali Yennefer.

### Głos rozsądku 7
Geralt i Jaskier opuszczają chwilowo teren świątyni, chcąc udać się do miasta. Spotykają na drodze Falwicka i Taillesa. Towarzyszy im straż księcia Herewarda pod przywództwem krasnoluda Dennisa Cranmera. Cranmer oznajmia mu warunki pojedynku. Geralt będzie musiał walczyć z Taillesem. Jeżeli odmówi, zostanie powieszony. Jeśli dotknie przeciwnika mieczem, to również zostanie pojmany i uśmiercony, gdyż Tailles jest ulubieńcem księcia. W końcu Geralt staje do walki. Dochodzi do pojedynku między nim a Taillesem. Geralt najpierw odpiera ciosy, aż wreszcie odbija cios przeciwnika tak, że Tailles rani się własną bronią. Falwick chce aresztować wiedźmina, lecz Cranmer go powstrzymuje, ponieważ Geralt nie złamał żadnego warunku umowy. Zakonnik przysięga mu zemstę, a wiedźmin grozi Falwickowi śmiercią jeżeli będzie mścił się na kapłankach Melitele. Wiedźmin i krasnolud żegnają się w przyjaźni. Geralt i Jaskier wracają do świątyni Melitele, przemilczawszy całą przygodę, jaka ich spotkała. Ponieważ Geralt wyzdrowiał całkowicie, żegna się z Nenneke i Iolą, a następnie wraz z Jaskrem rusza na spotkanie nowych przygód. W trakcie ostatniego uścisku dłoni Iola (obdarzona umiejętnością widzenia przyszłości) ma wizję śmierci Geralta.